# NGC 3926
NGC 3926 ist ein Galaxienpaar, beides elliptische Galaxien vom Hubble-Typ E-S0, im Sternbild Löwe, das schätzungsweise 360 Millionen Lichtjahre von der Milchstraße entfernt ist. 
Die Galaxie wurde am 26. April 1785 von dem Astronomen Wilhelm Herschel mit seinem 18,7-Zoll-Spiegelteleskop entdeckt.